# 阿斯托里亞鎮區 (伊利諾伊州富爾頓縣)
阿斯托里亞鎮區（英語：Astoria Township）是位於美國伊利諾伊州富爾頓縣的一個行政鎮區。

## 地方資料
根據2010年美國人口普查的數據，阿斯托里亞鎮區的面積為94.70平方千米，當中陸地面積為93.60平方千米，而水域面積為1.10平方千米。當地共有人口1396人，而人口密度為每平方千米14.74人。